# الخط الزمني للحرب الفلسطينية الإسرائيلية (2023 - الآن)
تسردُ هذه المقالة الخطّ الزمني لعملية طوفان الأقصى أو الحرب الفلسطينية الإسرائيلية والتي بدأت بالعملية العسكرية التي شنَّتها فصائلُ المقاومة الفلسطينية في قطاع غزة وعَلى رأسِها حركة حماس عَبر ذراعها العسكري كتائب الشهيد عز الدين القسام في أوّل ساعات الصباح من يوم السبت 7 تشرين الأول/أكتوبر 2023 بعدما أعلَن القائِد العام للكتائب مُحمَّد الضيف بدء العملية ردًّا على «الانتهاكات الإسرائيلية في باحات المَسْجِدِ الأقصى المُبَارك واعتداء المُستوطنين الإسرائيليين على المُواطنين الفلسطينيين في القُدس والضّفّة والدّاخل المُحتَل». وعند الساعة الرابعة من فجر 7 تشرين الأول/أكتوبر 2023، صدرت الأوامر الأولى من قادة حركة "حماس" في قطاع غزة، بأن "أي شخص كان حاضراً في الدورات التدريبية، ولم ينو الذهاب إلى صلاة الفجر في المسجد الذي اعتاد الذهاب إليه.. يجب أن يذهب للصلاة"، هكذا كانت أولى رسائل انطلاق "ساعة الصفر" لعملية "طوفان الأقصى".
المقالة مقسّمة عبر شهور العمليّة:
- الخط الزمني للحرب الفلسطينية الإسرائيلية (7 أكتوبر 2023 – 27 أكتوبر 2023)
- الخط الزمني للحرب الفلسطينية الإسرائيلية (28 أكتوبر 2023 – 23 نوفمبر 2023)
- الخط الزمني للحرب الفلسطينية الإسرائيلية (24 نوفمبر 2023 – 11 يناير 2024)
- الخط الزمني للحرب الفلسطينية الإسرائيلية (12 يناير 2024 – 6 مايو 2024)
- الخط الزمني للحرب الفلسطينية الإسرائيلية (7 مايو – 31 يوليو 2024)
- الخط الزمني للحرب الفلسطينية الإسرائيلية (أغسطس 2024)
- الخط الزمني للحرب الفلسطينية الإسرائيلية (سبتمبر 2024)
- الخط الزمني للحرب الفلسطينية الإسرائيلية (أكتوبر 2024)
- الخط الزمني للحرب الفلسطينية الإسرائيلية (نوفمبر 2024)
- الخط الزمني للحرب الفلسطينية الإسرائيلية (ديسمبر 2024)
- الخط الزمني للحرب الفلسطينية الإسرائيلية (1 يناير– 13 يناير 2025)
- الخط الزمني للحرب الفلسطينية الإسرائيلية (19 يناير 2025 – حتى الآن)